# Орахелашвили, Иван Дмитриевич
Ива́н (Мамия, Мамиа) Дми́триевич Орахелашви́ли (груз. მამია დიმიტრის ძე ორახელაშვილი; 29 мая [10 июня] 1881 года, Шорапанский уезд Кутаисской губернии — 11 декабря 1937 года) — грузинский большевик и советский партийный деятель.
Член партии с 1903 года, кандидат в члены ЦК (1923—1926), член ЦК ВКП(б) (1926—1934), в 1934—1937 годах член ЦРК партии, член ЦИК СССР 1—6 созывов.

## Биография
Родился в семье дворянина. Окончил Кутаисскую классическую гимназию. Учился на медицинском факультете Харьковского университета, с 1903 года перевёлся в Военно-медицинскую академию в Петербурге, которую окончил в 1908 году.
В 1903 году за участие в студенческом движении арестовывался. Участник Революции 1905—1907 годов в Петербурге. Летом 1906 года выезжал в Париж и Женеву на лечение, по возвращении был арестован по делу об Авлабарской типографии. После окончания академии работал врачом в Закаспийской области.
В 1914—1917 годах военврач в действующей армии. В 1917 году председатель комитета РСДРП(б) и председатель Совета рабочих и солдатских депутатов во Владикавказе.
С октября 1917 по май 1920 года член Кавказского краевого комитета РСДРП(б); был председателем ЦК КП Грузии и членом Кавбюро ЦК РКП(б).
После установления Советской власти в Грузии последовательно работал с 1921 по 1925: председателем Ревкома Грузии, секретарем ЦК КП(б) Грузии, заместителем председателя СНК Грузии, с декабря 1922 года председатель СНК ЗСФСР. С 6 июля 1923 года по 21 мая 1925 года заместитель председателя СНК СССР.
В 1926—1929 годах 1-й секретарь Закавказского краевого комитета ВКП(б), одновременно ответственный редактор газеты «Заря Востока» — также затем вновь с 1930 года. Член главной редакции БСЭ (1927—1930). В 1930 г. член редколлегии газеты «Правда».
С января по ноябрь 1931 года председатель СНК ЗСФСР. В 1931-32 гг. 1-й секретарь Заккрайкома ВКП(б). В 1932—1937 годах заместитель директора ИМЭЛ при ЦК ВКП(б).
В мае 1937 года исключён из состава Центральной ревизионной комиссии и из партии. В апреле того же года выслан в Астрахань. 26 июня арестован. Следствие по его делу вёл Н. А. Кримян, которого характеризуют как законченного садиста:281. Будучи арестованным, Орахелашвили подвергся издевательствам, избиениям и пыткам, после чего пошёл на ложный оговор значительного числа лиц:279-280. Был расстрелян. Свидетельствуют, что перед самым своим расстрелом Орахелашвили выкрикнул: «Да здравствует советская власть!»:283
Реабилитирован в партийном порядке КПК при ЦК КПСС 1 июля 1955 года.
Также были арестованы его дочь и жена Мариам Платоновна — начальник одного из управлений наркомпроса РСФСР в Москве, бывший народный комиссар просвещения Грузинской ССР. Последняя также была подвергнута пыткам:282-283. Дочь Кетеван Микеладзе-Орахелашвили получила 15 лет лагерей. Её супруг Евгений Микеладзе, главный дирижёр Тбилисского оперного театра, создатель государственного симфонического оркестра Грузии, ныне носящего его имя, в 1937 был расстрелян как враг народа:283.
Внук Орахелашвили Вахтанг Микеладзе — режиссёр.
Именем И. Д. Орахелашвили в советское время была названа одна из улиц Сухуми, впоследствии переименованная.

## Известные адреса

д. 11

Тбилиси, улица Геронтия Кикодзе, 11